# Joyce Carol Oates
Joyce Carol Oates (ur. 16 czerwca 1938) – amerykańska pisarka, eseistka, poetka, autorka horrorów, thillerów i książek dla dzieci. Od 1978 profesor na Wydziale Nauk Humanistycznych Uniwersytetu Princeton, gdzie zajmuje się programem pisania kreatywnego. Wraz z mężem redagowała literackie pismo "Ontario Review".
W swoich powieściach Oates przedstawia szeroką panoramę amerykańskiego społeczeństwa i przemian kultury w ostatnich dziesięcioleciach. Szczególnie interesuje ją temat przemocy i kondycja kobiet. W Stanach Zjednoczonych najbardziej znana jest jako autorka opowiadań. Kilka razy była nominowana do Nagrody Pulitzera (m.in. za powieść Blondynka – opowieść biograficzną o Marilyn Monroe) i National Book Award (którą dostała w 1970 roku za powieść Oni).
Jest członkiem Mensy.

## Dzieciństwo i edukacja
Oates urodziła się 16 czerwca 1938 roku w Lockport. Wychowała się na wsi w stanie Nowy Jork. W dzieciństwie uczęszczała do dokładnie tym samych szkół, co jej matka.
Oates bardzo często wspomina o dniu, w którym otrzymała swój pierwszy egzemplarz Alicji w Krainie Czarów Lewisa Carrolla. Lektura tej książki niezwykle głęboko wpłynęła na jej życie, kiedy jako mała dziewczynka dorastała na farmie z zaledwie kilkoma książkami.
Joyce zaczęła pisać opowiadania w wieku czternastu lat, kiedy otrzymała od babci pierwszą maszynę do pisania. Jako prymuska, pisała do szkolnej gazety WISP w Williamsville High School w miejscowości Williamsville w stanie Nowy Jork (obecnie Williamsville South High School). Ze względu na swoje rewelacyjne wyniki w nauce, uzyskała stypendium na Syracuse University. W wieku dziewiętnastu lat wygrała konkurs na najlepsze opowiadanie sponsorowany przez magazyn Mademoiselle (znany z publikacji sław takich jak Truman Capote). Po ukończeniu Syracuse University z wyróżnieniem w roku 1960, Oates uzyskała stopień magistra na University of Wisconsin-Madison w roku 1961.

## Kariera
Oates zadebiutowała w roku 1964 książką With Shuddering Fall, opublikowaną przez wydawnictwo Vanguard Press. Powieść opisuje losy katastrofalnego uczucia łączącego Shara i Karen, który kończy się tragedią. Oates pracowała w tym czasie na University of Detroit. W 1967 roku zostało jej przyznane Stypendium Guggenheima.
W roku 1970 autorka odebrała National Book Award za powieść Oni. Następnie rozpoczęła pracę jako wykładowca na University of Windsor w kanadyjskiej prowincji Ontario, gdzie uczyła w latach 1968 - 1978. W tym czasie wydała kilka utworów, głównie powieści traktujących między innymi o sile przeznaczenia, dzieciństwie i dorastaniu kobiet oraz okazjonalnie o siłach nadprzyrodzonych.
Jedno z jej opowiadań zatytułowane Where Are You Going, Where Have You Been?, Oates zadedykowała Bobowi Dylanowi. Jak przyznała sama autorka, do jego napisania zainspirowała ją piosenka Dylana It's All Over Now, Baby Blue. Historia jest luźno oparta na życiu seryjnego mordercy Charlesa Schmida. Książka doczekała się nawet ekranizacji, a w jedną z głównych ról wcieliła się Laura Dern.
Joyce Carol Oates jest członkinią komisji stypendialnej Fundacji Pamięci Johna Simona Guggenheima. Od wielu lat jest również uznawana za jedną z głównych kandydatek do literackiej Nagrody Nobla.
Oates jest ogromną fanką amerykańskiej poetki Sylvii Plath, a jej powieść Szklany klosz uznała za "bliskie perfekcji dzieło sztuki".
Oates czasem publikuje także pod pseudonimami "Rosamond Smith" i "Lauren Kelly", głównie powieści kryminalne.

## Styl i motywy
Począwszy od debiutanckiej powieści, aż do wydanej w 1987 roku książki Kindred Passions Oates budowała swój styl łącząc elementy powieści gotyckiej i ostrej krytyki społecznej, czego dowodem są typowe dla tego gatunku motywy takie jak: tajemnicze zjawiska, uwiedzenie, kazirodztwo, przemoc czy gwałt.
Jej powieści osadzone są w przeróżnych realiach takich jak środowiska akademickie, slumsy Detroit, zacofane wsie Pensylwanii czy północne, zwykle oddalone od głównych miast, części stanów.
Interesują ją problemy zagrożenia osobowości i wolności jednostki w dzisiejszym świecie. Stosuje naturalistyczne i ekspresjonistyczne środki literackie, zachowując realizm obserwacji.

## Wpływy
Wśród osób mających największy wpływ na swoją twórczość Oates wymienia najczęściej Sylvię Plath, Henry'ego Jamesa, Henry'ego Davida Thoreau, Flannery O’Connor, Boba Dylana, i Williama Faulknera.

## Nagrody
Wygrane:
- 2007: American Humanist Association - Humanista roku
- 2006: Chicago Tribune Literary Prize
- 2005: Prix Femina - Wodospad
- 2001: Oprah's Book Club - We Were the Mulvaneys (Rodzina Mulvaneys)
- 1996: Boston Book Review's Fisk Fiction Prize - Zombie
- 1996: Bram Stoker Award za największe osiągnięcie w dziedzinie powieści - Zombie
- 1996: PEN/Malamud Award za najlepsze opowiadanie
- 1990: Rea Award za najlepsze opowiadanie
- 1990: Heidemann Award za postać pierwszoplanową - Szumy i zakłócenia
- 1970: National Book Award - Oni
- 1968: Rosenthal Award - A Garden of Earthly Delights (Ogród rozkoszy ziemskich)

Nominacje:
- 2006: Orange Prize - Gwałt: Opowieść miłosna
- 2001: Nagroda Pulitzera - Blondynka
- 2000: National Book Award - Blondynka
- 1995: Nagroda Pulitzera - Po to żyłem
- 1993: Nagroda Pulitzera - Czarna topiel

## Wybrane dzieła
- Where Are You Going, Where Have You Been? (1974)
- Oni (1969)
- Zombie (1995)
- Amerykańskie apetyty (1989, wyd. pol. 2001)
- Po to żyłem (1995, wyd. pol. 1998)
- Blondynka (2000)
- W średnim wieku. Romans (2001, wyd. pol. 2005)
- Zabiorę cię tam (2002, wyd. pol. 2003)
- Wodospad (2004, wyd. pol. 2005)
- Mama odeszła (2005, wyd. pol. 2006)
- Córka grabarza (2007, wyd. pol. 2007)
- Czarna dziewczyna, biała dziewczyna (2006, wyd. pol. 2007)
- Tatulo (wyd. pol. 2014)
- Czy zawsze będziesz mnie kochać? (wyd. pol. 2014)
- Ofiara (wyd. pol. 28.09.2016)